# 慕容渊 (前燕)
慕容渊（?—?），昌黎棘城（今辽宁省义县西北）人，前燕宗室。
370年十一月初七，前燕散骑侍郎余蔚率领扶馀、高句丽及上党的人质，趁夜打开邺城北门让前秦军进入，前燕皇帝慕容暐与上庸王慕容评、乐安王慕容臧、定襄王慕容渊、左卫将军孟高、殿中将军艾朗等逃奔龙城。孟高搀扶侍奉慕容暐，还要保护乐安王慕容臧和定襄王慕容渊，竭尽辛劳。途中遇上强盗，被射杀。慕容失去了马匹，只好步行，郭庆、巨武抓住慕容暐，献给前秦天王苻坚。